# フスト・ルフィーノ・バリオス

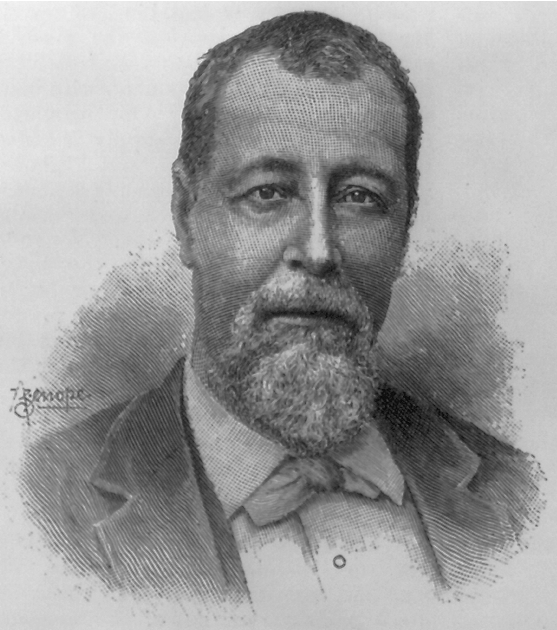
フスト・ルフィーノ・バリオス

フスト・ルフィーノ・バリオス（Justo Rufino Barrios、1835年7月19日 - 1885年4月2日）は、グアテマラの政治家、軍人。19世紀後半に長期にわたってグアテマラの大統領をつとめた（任期1873年-1885年）。自由主義的な経済・社会政策によって知られる。中央アメリカ連邦共和国の武力による再統合を試みたが失敗した。

## 生涯
バリオスはサン・マルコス県サン・ロレンソで生まれた。
独立初期のグアテマラでは自由主義者と保守派の争いがくり広げられた。保守派はカトリック教会による支配の継続を望み、自由主義派は世俗の権力による平等な社会を望んだ:358。保守派のラファエル・カレーラの後継者であるビセンテ・セルナ大統領時代の1871年にミゲル・ガルシア・グラナドスの率いる自由主義者が反乱を起こした (es:Revolución Liberal de 1871) 。バリオスは反乱を支援した。同年6月30日に反乱軍は首都グアテマラシティに入った。セルナ大統領はホンジュラスに亡命した。
ガルシア・グラナドスは臨時大統領に就任し、バリオスは軍務大臣に任命された。しかしながらガルシア・グラナドスが自由主義的改革に消極的であったため、バリオスは武力で脅して選挙を要求した:358-359。
1873年6月4日にバリオスはガルシア・グラナドスの次のグアテマラ大統領に選出された。「改革者」(el Reformador)の名で知られるバリオスは:359、自由主義的な経済・社会改革を進め、とくに海外貿易を促進した。1877年以降のいくつかの法によって土地所有者が低賃金の労働者を雇用しやすいように改革を行った。バリオスの時代にはまた設備投資が爆発的に進み、港やグアテマラ初の鉄道、都市交通が発達した。
バリオスの時代にコーヒーがグアテマラの主要な経済作物になった:359（20世紀はじめのカブレラ大統領時代にグアテマラのコーヒーのプランテーションはドイツ人によって独占された:359）。
バリオスはまた政教分離を進め、十分の一税を廃止し、カトリック教会の権力を弱体化させた。バリオスは教会の資産を没収して国有化し、修道士は一般市民とされた。バリオスは教育・結婚・墓地・相続などを世俗化させた。教育は世俗化され、小学校は無償の義務教育とされ、また大学で神学を教えることは禁止された。
バリオスはグアテマラ初のカウディーリョであり、彼の後、1944年のグアテマラ革命まで大統領は武力を背景に強権をふるった:359。バリオスはヨーロッパ中心主義者であり、先住民の文化や農村は抑圧された:359。
1879年に自由主義憲法が公布され、バリオスの独裁が正当化された。
1879年に大統領に再選された。バリオスは中央アメリカ諸国を再統合して連邦を建設しようとした。しかしながら他の中央アメリカ諸国の賛成が得られず、とくにエルサルバドルはグアテマラに敵対的だった。メキシコとの間でも領土紛争が発生し、1882年にチアパス州とソコヌスコの国境線を現状維持することをバリオスは了承したが、これはメキシコにより多くの領土を与えることになった。
バリオスは1883年にホンジュラスを武力で脅し、ホンジュラス大統領のマルコ・アウレリオ・ソトは亡命した。1884年にバリオスは中央アメリカ連邦再建のための会議を開いたがニカラグアとコスタリカの政府がこれを了承しなかったため、バリオスは武力によって強制的に従わせようとした。1885年、エルサルバドルのチャルチュアパを攻撃中に (Battle of Chalchuapa) 死亡した。エルサルバドル軍に射たれて戦死したともいう。

## 栄誉
イサバル県の県都プエルト・バリオスの名前はバリオスに由来する。
5ケツァル紙幣にバリオスの肖像が描かれている。